# Front Nacjonalistów i Integracjonistów

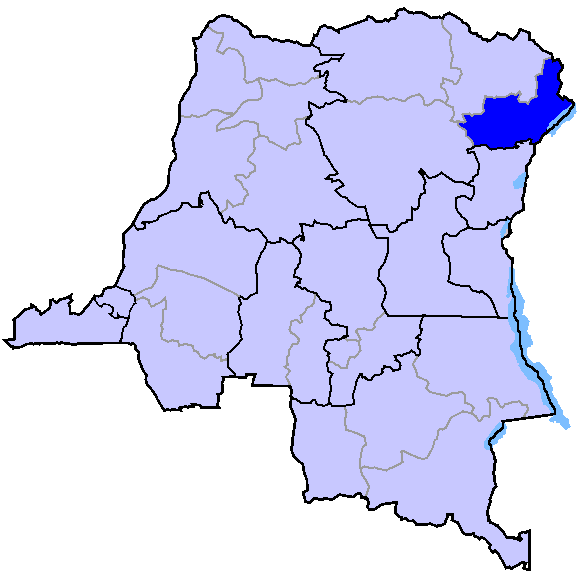
Obszar działania FNI na terenie DRK

Front Nacjonalistów i Integracjonistów - (fr. Front des Nationalistes et Intégrationnistes; FNI) - organizacja rebeliancka wywodząca się z grupy etnicznej Lendu zaangażowana w konflikt w prowincji Ituri, w Demokratycznej Republice Konga. Grupa ta walczyła przeciwko plemieniu Hema i jest oskarżana o zabójstwo 9 przedstawicieli MONUC w pobliżu miasta Kafe w lutym 2005.. Lider FNI, Floribert Ndjabu, został aresztowany przez władze kongijskie. 
W 2005 BBC oskarżyło członków MONUC o wejście w kontakty handlowe złotem z przywódcami FNI, a także zwrot broni skonfiskowanej w ramach demobilizacji grupy znanej z łamania praw człowieka w zamian za korzyści w handlu złotem.
W 2005 Human Rights Watch poinformował o powiązaniach pomiędzy korporacją AngloGold Ashanti a FNI. W odpowiedzi na to korporacja przyznała, że jej pracownicy płacili liderom FNI za dostęp do kopalni złota w prowincji Ituri.